# 広島県道334号小多田安浦線
広島県道334号小多田安浦線（ひろしまけんどう334ごう おただやすうらせん）は、広島県東広島市から呉市に至る一般県道である。

## 概要
東広島市黒瀬町小多田から呉市安浦町内海（うちのうみ）北4丁目に至る。

### 路線データ
- 起点：東広島市黒瀬町小多田（上黒瀬交差点、国道375号交点）
- 終点：呉市安浦町内海北4丁目（広島県道34号矢野安浦線交点）
- 総延長：約7.6 km

## 路線状況

### 道路施設

#### 橋梁
- 柳国橋（竹保川、東広島市）
- 豊栄橋（中畑川、呉市）

## 地理

### 通過する自治体
- 東広島市
- 呉市

### 交差する道路
| 交差する道路            | 市町村名 | 交差する場所      | 交差する場所        |
| ----------------------- | -------- | ----------------- | ------------------- |
| 国道375号               | 東広島市 | 黒瀬町小多田      | 上黒瀬交差点 / 起点 |
| 広島県道353号内海三津線 | 呉市     | 安浦町内海北4丁目 |                     |
| 広島県道34号矢野安浦線  | 呉市     | 安浦町内海北4丁目 | 終点                |

### 沿線
- 広島国際ゴルフ倶楽部
- 東広島市立上黒瀬小学校